# Woodford cum Membris
Woodford cum Membris est une paroisse civile du Northamptonshire, en Angleterre.